# ماتاغامي (كيبك)
ماتاغامي (بالإنجليزية: Matagami)‏ هي بلدة وبلدية محلية في كيبيك تقع في كندا في Nord-du-Québec. يقدر عدد سكانها بـ 1,526 نسمة ومساحتها 65.10 كم2 .

## المناخ
يظهر الجدول التالي التغييرات المناخية على مدار السنة لماتاغامي:
| البيانات المناخية لـماتاغامي       | البيانات المناخية لـماتاغامي | البيانات المناخية لـماتاغامي | البيانات المناخية لـماتاغامي | البيانات المناخية لـماتاغامي | البيانات المناخية لـماتاغامي | البيانات المناخية لـماتاغامي | البيانات المناخية لـماتاغامي | البيانات المناخية لـماتاغامي | البيانات المناخية لـماتاغامي | البيانات المناخية لـماتاغامي | البيانات المناخية لـماتاغامي | البيانات المناخية لـماتاغامي | البيانات المناخية لـماتاغامي |
| الشهر                              | يناير                        | فبراير                       | مارس                         | أبريل                        | مايو                         | يونيو                        | يوليو                        | أغسطس                        | سبتمبر                       | أكتوبر                       | نوفمبر                       | ديسمبر                       | المعدل السنوي                |
| ---------------------------------- | ---------------------------- | ---------------------------- | ---------------------------- | ---------------------------- | ---------------------------- | ---------------------------- | ---------------------------- | ---------------------------- | ---------------------------- | ---------------------------- | ---------------------------- | ---------------------------- | ---------------------------- |
| الدرجة القصوى قرينة الرطوبة        | 6.1                          | 6.7                          | 15.1                         | 29.0                         | 35.4                         | 35.8                         | 44.5                         | 41.1                         | 35.9                         | 25.3                         | 19.0                         | 15.7                         | 44.5                         |
| الدرجة القصوى °م (°ف)              | 6.1 (43.0)                   | 9.1 (48.4)                   | 15.5 (59.9)                  | 28.7 (83.7)                  | 32.4 (90.3)                  | 32.8 (91.0)                  | 39.4 (102.9)                 | 36.7 (98.1)                  | 28.8 (83.8)                  | 23.0 (73.4)                  | 17.8 (64.0)                  | 13.5 (56.3)                  | 39.4 (102.9)                 |
| متوسط درجة الحرارة الكبرى °م (°ف)  | −13.4 (7.9)                  | −10.2 (13.6)                 | −3.1 (26.4)                  | 5.5 (41.9)                   | 14.7 (58.5)                  | 19.7 (67.5)                  | 23.1 (73.6)                  | 20.8 (69.4)                  | 14.0 (57.2)                  | 6.8 (44.2)                   | −1.2 (29.8)                  | −10.4 (13.3)                 | 5.5 (41.9)                   |
| المتوسط اليومي °م (°ف)             | −20 (−4)                     | −17.3 (0.9)                  | −10.7 (12.7)                 | −1 (30)                      | 7.7 (45.9)                   | 12.8 (55.0)                  | 16.1 (61.0)                  | 14.3 (57.7)                  | 8.8 (47.8)                   | 2.5 (36.5)                   | −5.2 (22.6)                  | −16.1 (3.0)                  | −0.7 (30.7)                  |
| متوسط درجة الحرارة الصغرى °م (°ف)  | −26.6 (−15.9)                | −24.3 (−11.7)                | −18.3 (−0.9)                 | −7.5 (18.5)                  | 0.6 (33.1)                   | 5.8 (42.4)                   | 9.0 (48.2)                   | 7.8 (46.0)                   | 3.5 (38.3)                   | −1.9 (28.6)                  | −9.1 (15.6)                  | −21.8 (−7.2)                 | −6.9 (19.6)                  |
| أدنى درجة حرارة °م (°ف)            | −43.2 (−45.8)                | −43.2 (−45.8)                | −44.1 (−47.4)                | −28.9 (−20.0)                | −18.3 (−0.9)                 | −6 (21)                      | −0.6 (30.9)                  | −1.7 (28.9)                  | −5.6 (21.9)                  | −15.6 (3.9)                  | −31.3 (−24.3)                | −42 (−44)                    | −44.1 (−47.4)                |
| أدنى درجة حرارة تبريد الرياح       | −54                          | −50.1                        | −44.9                        | −34.4                        | −21.4                        | −10.7                        | −0.9                         | −3.5                         | −9.7                         | −16.5                        | −37.2                        | −52.8                        | −54                          |
| الهطول مم (إنش)                    | 55.0 (2.17)                  | 34.1 (1.34)                  | 48.1 (1.89)                  | 55.4 (2.18)                  | 77.4 (3.05)                  | 101.1 (3.98)                 | 109.3 (4.30)                 | 110.2 (4.34)                 | 108.9 (4.29)                 | 86.0 (3.39)                  | 65.6 (2.58)                  | 54.5 (2.15)                  | 905.5 (35.65)                |
| معدل هطول الأمطار مم (إنش)         | 0.7 (0.03)                   | 2.3 (0.09)                   | 10.5 (0.41)                  | 24.6 (0.97)                  | 68.9 (2.71)                  | 99.9 (3.93)                  | 109.3 (4.30)                 | 110.2 (4.34)                 | 105.1 (4.14)                 | 58.9 (2.32)                  | 24.4 (0.96)                  | 3.0 (0.12)                   | 617.7 (24.32)                |
| متوسط تساقط الثلوج سم (إنش)        | 60.4 (23.8)                  | 35.6 (14.0)                  | 40.6 (16.0)                  | 32.1 (12.6)                  | 8.6 (3.4)                    | 1.2 (0.5)                    | 0 (0)                        | 0 (0)                        | 3.6 (1.4)                    | 27.7 (10.9)                  | 45.9 (18.1)                  | 58.1 (22.9)                  | 313.8 (123.5)                |
| متوسط أيام هطول الأمطار (≥ 0.2 mm) | 17.6                         | 13.5                         | 14.6                         | 12.1                         | 13.9                         | 15.8                         | 15.5                         | 16.7                         | 17.9                         | 18.0                         | 19.4                         | 19.6                         | 194.6                        |
| متوسط الأيام الممطرة (≥ 0.2 mm)    | 0.50                         | 0.72                         | 2.8                          | 5.7                          | 12.1                         | 15.6                         | 15.5                         | 16.7                         | 17.5                         | 11.9                         | 4.8                          | 1.2                          | 105.0                        |
| متوسط الأيام المثلجة (≥ 0.2 cm)    | 17.5                         | 13.1                         | 13.4                         | 8.0                          | 3.2                          | 0.53                         | 0                            | 0                            | 1.2                          | 9.1                          | 16.7                         | 19.3                         | 102.1                        |
| متوسط الرطوبة النسبية (%)          | 67.1                         | 61.4                         | 55.6                         | 54.7                         | 50.4                         | 52.6                         | 52.9                         | 56.8                         | 65.0                         | 68.4                         | 75.8                         | 73.1                         | 61.2                         |
| المصدر: Environment Canada         |                              |                              |                              |                              |                              |                              |                              |                              |                              |                              |                              |                              |                              |